# Noctua subrosea
Noctua subrosea là một loài bướm đêm trong họ Noctuidae.